# 猶太教哲學
猶太教哲學（希伯來語：‎；阿拉伯语：‎；意第緒語：‎），所有猶太人的哲學，以及與猶太教相關的教議，都概括在這個名詞下。它與卡巴拉構成猶太教神學的兩大面向。
猶太教哲學的基礎為塔納赫，但它也受到古希臘哲學的影響。